# 위쌍숙
위쌍숙(魏雙淑, 1937년~ )은 대한민국의 탁구 선수였다. 1954년 싱가포르 아시아 선수권대회에서 이경호와 함께 혼합복식 금메달을 획득하였다.

## 참고
1. ↑  “榮冠머리에쓰고”. 동아일보. 1954년 12월 23일.